# Seychelle-szigeteki labdarúgó-szövetség
A Seychelle-szigeteki labdarúgó-szövetség (rövidítve: SFF) a Seychelle-szigetek nemzeti labdarúgó-szövetsége. A szervezetet 1979-ben alapították, 1986-ban csatlakozott a Nemzetközi Labdarúgó-szövetséghez, valamint az Afrikai Labdarúgó-szövetséghez. A szövetség szervezi a Seychelle-szigeteki labdarúgó-bajnokságot. Működteti a férfi valamint a női labdarúgó-válogatottat.